# Torre Figueres
La Torre Figueres és un habitatge eclèctic a Sant Boi de Llobregat (Baix Llobregat) protegida com a bé cultural d'interès local. Casal senyorial orientat a llevant compost per planta baixa, pis i golfes amb façanes asimètriques que acusen quatre tramades flanquejades lateralment per dues galeries d'arcades de mig punt amb pilars quadrats protegits amb baranes de terra cuita. El portal d'accés és adovellat amb pedra de marès vermella als brancals i a l'arc rebaixat. A les façana principal hi ha quatre balcons iguals amb reixes de ferro que es corresponen amb obertures de la planta baixa.
La coberta és a dues vessants, aquesta i el trespol són de bigues de fusta. A la planta baixa hi ha voltes rebaixades i al celler trobem una estructura d'arcs i pilars de maó. La casa conserva dos pous, un d'ells al vestíbul.